# Thomas Humphry Ward
Thomas Humphry Ward (Kingston upon Hull, 9 novembre 1845 – 6 maggio 1926) è stato uno scrittore e giornalista britannico, meglio conosciuto per essere stato il marito dell'autrice Mary Augusta Ward (Mrs. Humphry Ward), nata Arnold.
Nacque a Kingston upon Hull in Inghilterra da Henry Ward, un ecclesiastico e da Jane Sandwith, figlia di un chirurgo. Studiò alla Merchant Taylors' School ed al Brasenose College ad Oxford, dove divenne un membro nel 1869 ed un tutor nel 1870.
Pubblicò un'antologia di quattro volumi, The English Poets (1880); Men of the Reign (1885); The Reign of Queen Victoria (1887); English Art in the Public Galleries of London (1888) e anche Men of the Time. Scrisse inoltre Humphry Sandwith, a Memoir (1884), The Oxford Spectator (1868) e Romney (1904).  
Sua moglie Mary Augusta Arnold (Hobart, 11 giugno 1851-Londra, 24 marzo 1920) era sorella di Julia Arnold (moglie di Leonard Huxley e madre di Julian Huxley ed Aldous Huxley).
Mary Augusta e Julia erano sorelle di Ethel Arnold e William Thomas Arnold, figlie di Thomas "Tom" Arnold (1823-1900) e di Julia Sorell, nipoti di Matthew Arnold e nipoti di Thomas Arnold  (1795-1842), rettore alla Rugby School dal 1828 fino al 1841.